# ایوان یانکوسکی
ایوان یانکوسکی (به روسی: Иван Янковский، آوانگاری: متولد ۲۵ اوت ۱۹۸۷) کشتی‌گیر آزادکار تیم ملی بلاروس است.
از افتخارات وی می‌توان به کسب مدال نقره در مسابقات قهرمانی کشتی جهان ۲۰۱۸ اشاره کرد.

## مسابقات قهرمانی کشتی جهان ۲۰۱۸
یانکوسکی در وزن ۹۲ کیلوگرم کشتی آزاد مسابقات قهرمانی کشتی جهان ۲۰۱۸ بوداپست حاضر بود که لی جونگ-کو از کره جنوبی، لوساندورجیان تورتوگتوخ از بلاروس و آتسوشی ماتسوموتو از ژاپن را شکست داد و به فینال رسید. وی در دیدار نهایی از جیدن کاکس کشتی‌گیر آمریکا شکست خورد و به مدال نقره بسنده کرد.